# باتلفيلد هيروز
باتلفيلد هيروز (بالإنجليزية: Battlefield Heroes؛ يترجم كـ « أبطال ساحة المعركة »)‏ هي لعبة متصفح مجانية، من نوع (تصويب منظور الشخص الأول، من نشر (شركة إلكترونيك آرتس) ومن تطوير (ديجيتال إلوجينز سي إي), صدرت اللعبة في 25 يونيو 2009 في جميع أنحاء العالم.
وهي أول لعبة من شركة إلكترونيك آرتس تكون مجانية، تستطيع ان تقوم بالتسجيل بشكل مجاني، وبعد ذلك ستحتاج إلى تركيب إضافة خاصة بمتصفحك (فايرفوكس أو إكسبلورر) وبعدها ستتمكن من اللعب ضمن مجموعة مكونة من حوالي 8 تتنافسون على احتلال المناطق مستخدما الاسلحة الرشاشة والدبابات والطائرات بأسلوب شبه كرتوني.
في اللعبة فصيلان: «الجيش الوطني»، «الجيش الملكي», كلهما يتقسم إلي ثلاث فئات: (كوماندو)، (جندي)، (مدفعي), أهم أنماط اللعبة هو المنافسة يمكن للأعب دخول غرف مع لاعبين آخرين يمكن أن يكونو أصدقاء أو أعداء، في اللعبة مراكب متعددة: (جيب)، (دبابة)، (طائرة)

اللاعب يحصل علي شجاعة ونقاط البطل عن طريق لعب اللعبة واتمام المهمة بينما يمكنه شراء أسلحة ومعدات في متجر الأدوات في اللعبة وكل فئة لديه أسلحة متعددة تتوفر فيه.

## مرحلة تطوير اللعبة
بسبب رحلة العمل التي قام بها الفريق الذي صنع اللعبة إلى كوريا الجنوبية في نهاية عام 2006، والتي رأى من خلالها النجاح الذي تحققه الألعاب المجانية في كوريا الجنوبية، وعندها قررت شركة ديجيتال إلوجينز سي إي أن تقوم بصنعلعبة جماعية مجانية جديدة لتبدأ بها تجارة جديدة.

## أسلوب اللعب

لقطة من لعبة "أبطال ساحة المعركة" تبين رسومات اللعبة.

اللعبة مجانية يمكنك لعبها عن طريق متصفحك ولابد من إتصالك بالإنترنت، قبل أن تبدأ عليك أن تختار جيشك من جيوش ملكية إلى جيوش وطنية، ومن جنود عاديين إلى جنود مسلحين بالبنادق، وباختصار اللعبة تتيح لك أن تختار جيوش من أصناف مختلفة حسبما تريد وكما تراه مناسبا، كما أنه لا يمكنك تغيير نوع جيشك خلال المعركة، ولكن ومن جهة أخرى يمكنك أن تصنع عدد كبير من الجيوش يختلف كل منها عن الآخروهكذا تستطيع اختيار أي نوع من الجيوش تستطيع أن تخوض المعركة به.

وكلما لعبت أكثر كلما رفعت مستواك، وستجد أنه بارتفاع مستواك ستكسب أيضا قدرات خاصة لجيشك، هذه القدرات ستجعلك أقوى من المعتاد وستجعلك تقوم بحركات قد لا يقدر عليها خصمك، لان القدرات الخاصة سر النجاح في بعض المعارك، وإذا مللت من لباس الجيش المعهود، فبتقدمك شيئا فشيئا ستجد نفسك قادرا على تغيير أنواع الألبسة الخاصة بالجنود لديك ليكون جيشك قوي وذو مظهر جميل أيضا

كلما خضت معركة ستكتسب نقاط خبرة بهذه النقاط يمكنكم رفع مستويات القدرات الخاصة التي لكم لتكون ذات فعالية أقوى ولتدوم فترة بعض القدرات لمدة أطول، ولقد قال أحد مصممي اللعبة «يمكنك أن تكون قناصا، أو يمكنك أن تكون جنديا مهاجما، هذا يعتمد على ما تريده أنت»

بالإضافة إلى أن كل نوع من الجنود له أسلحته المميزة والخاصة وقدراته المميزة الخاصة التي يمكنك فتحها عن طريق خوض المعارك.

## نظام المعارك

لعبة "أبطال ساحة المعركة" تضم العديد من الخرائط.

خلال المعارك بين اللاعبين بعضهم مع بعض، سيكون لدى كل لاعب تشكيلة مميزة من القدرات الخاصة، مثل القذائف النارية، ومنظار X-Ray، وأغراض شفاء ولكن أغراض الشفاء محدودة، لأنها إن لم تكن محدودة فمن الممكن ألا تنتهي اللعبة أبدا، ويوجد نوعان من الجنود يمكنهم التخفي والتسلسل داخل مناطق العدو دون أن يراهم أحد هذان النوعان هما صنف المغاوير وصنف القناصة، وسيكون هذان النوعان شبه غير مرئيين عبر استخدام قدرة التمويه، ولكن عليك الحذر، حيث أن تمويهك يصلح للمسافات البعيدة فقط، فإذا اقتربت كثيرا من عدوك فسيكون هناك فرصة 50% بأن يكشفك.

لعبة "أبطال ساحة المعركة" تضم العديد من المركبات والطائرات.

كذلك لن تكون اللعبة لعبة معارك حربية من دون مركبات مقاتلة، حيث أنه يوجد لحد الآن نوعان منها، النوع الأول هو دبابة شيرمان المصفحة والمدججة بالقذائف، والنوع الثاني هو الطائرات، وهذا النوع معروف طبعا، وسيكون هناك مخطط لنظام تحكم أسهل للاليات ليوفر لنا سهولة التحكم بالطائرات والدبابات وجميع المركبات كل على حد سواء، وسيكون هناك مكان يسمح لثلاثة أشخاص بركوب الطائرة، حيث أنك ستستطيع أخذ جنديين معك وتنطلق في ساحة المعركة، وسيكون لكل جندي في الطائرة عمل معين، فأنت عليك أن تقود وعلى الجنديين الآخرين أن يركبا على أجنحة الطائرة ويقوما بإلقاء نظرة على ما قد قام به العدو أي بكلمات أخرى أنت تقودوجندييك يتجسسان على العدو، كما انه يمكنك الهجوم على العدو وذلك بتنفيذ حركة الانقضاض بالطائرة لتقضي على أكبر عدد ممكن من الجنود كما يمكنك أن تنقض وتأخذ أي جندي معك في الطائرة والخروج من الطائرة سيكون أسهل بكثير حيث أنك إذا اقتربت من الأرض فستستطيع الخروج بسهولة ومن دون أن تتأذى، ويمكن احتساب هذه النقطة على أنها نقطة جيدة للعبة.

## المحتويات الإضافية
يمكنك لعب اللعبة، لأنها مجانية، ولكن إذا أردت مساعدة نفسك لتصبح قويا وبسرعة فيمكنك ذلك عن طريق شراء أغراض خاصة لا يمكن شرائها باللعبة بل يجب أن تدفع مقابلها مالا كي تشتريها، وهناك نوعان من هذه الأغراض ولنبدأ بأغراض التقوية، وسأذكر منها واحدا، لبساطته ولسهولة الشرح عنه وهو، (مضاعفة الخبرة المكتسبة)، وعمل هذا الغرض واضح من إسمه، ولكن سأشرحه بطريقة تجعل الجميع يفهمه بشكل أوضح، إذا قلنا أن هناك لاعب يلعب هذه اللعبة لمدة أربع ساعات، بهذه المدة يمكنه أن يصبح أقوى بشكل ا كبر واسرع، من لاعب آخر لا يلعب اللعبة إلا لساعة واحدة وذلك بسبب أن لديه أشغال أخرى كعمل أو مدرسة أو أي شئ آخر، فنجد أن مستوى اللاعب الأول يفوق مستوى اللاعب الثاني كثيرا، لذا وجد هذا الغرض، فمن خلال شرائه وإستخدامه يصبح اللاعب الثاني قادرا على رفع مستواه كاللاعب الأول وهنا يصبح اللاعبان متعادلان
آوالنوع الآخر هو الاكسسوارات حيث أنك تشتري هذه الأغراض لكي تزين بها الشخصية التي تلعب بها كي تصبح أجمل ففي إحدى المقابلات طرح هذا السؤال وهو «الإكسسوارات هل هي أغراض للزينة فقط أم أنها تعطي اللاعب قدرة أو أفضلية على اللاعب الآخر؟» وكان جواب المطورين «الآن وفي الوقت الحاضر هذه الأغراض هي لمجرد العرض فقط، ولكن إذا رأينا أن فكرة الملابس فكرة جيدة فسنضيف هذه الخاصية إلى الألبسة قريبا».

## نظام الإعلان في موقع اللعبة
من خلال تجولك في الموقع ستلاحظ ظهور الكثير من الإعلانات، ولكن بعد البدء باللعبة لن تجداي إعلان، هذا هو النظام الجديد للإعلانات، حيث أن المطورون قد وجدوا أن الإعلانات تسبب الإزعاج الشديد للاعبين خلال لعبهم، ومن خلال إنشاء هذا النظام سنجد أن اللعبة تجذب عدد أكبر من اللاعبين

## الإتصال بالإنترنت
لقد طورت الشركة طرق إتصالها بالإنترنت لتوفر للاعبين أفضل لعبة على الإطلاق من ناحية الإتصال، وقد حسنت أيضا طريقة اللعب وأضافت وحسنت مميزات أيضا، مثلا الكل يعرف خاصية الخريطة المصغرة التي تظهر على الشاشة بشكل صغير لتعطينا إحداثيات الموقع الذي نتواجد به، اللعبة ألغت هذا النوع من الخرائط وقامت بتقديم نوع خرائط جديد ومميز فعلا، حيث انه سيكون معك شخص آخر يتقدم أمامك ويصور الطرق كلها ثم يعود لك بالصور هذا نظام أشبه بنظام الخريطة المصغرة، ومع أن هذا النظام يبدو بطئ وغير عملي، إنما صدقوني، هذا سيجعلك تحس بواقعية أكبر للعبة.

## تقييم اللعبة
| الموقع           | التقييم |
| ---------------- | ------- |
| GameRankings     | 73.13%. |
| Metacritic       | 69/100. |
| 1UP.com          | A-      |
| Eurogamer        | 6/10    |
| IGN              | 8/10    |
| PC Gamer UK      | 65/100  |
| Browsergamez.com | 73/100  |

## روابط خارجية
- باتلفيلد هيروز على موقع IMDb (الإنجليزية)